# Parco nazionale Mount Aspiring
Il parco nazionale Mount Aspiring è un'area protetta situata nell'Isola del Sud, in Nuova Zelanda. Venne istituito nel 1964 come decimo parco nazionale neozelandese e si estende su di una superficie di 3.555 chilometri quadrati nella parte sud delle Alpi meridionali, ad est del Lago Wanaka.
Il parco è molto popolare fra gli amanti del trekking, con numerosi percorsi loro dedicati, e dell'alpinismo. Il suo nome deriva dal Monte Aspiring, alto 3.033 metri, che si trova entro i confini del parco. Altre cime che si trovano nei dintorni sono il Monte Pollux (2.542 metri) e il Monte Brewster (2.519 metri).
Uno dei tre passi principali che attraversano la catena montuosa delle Alpi meridionali, l'Haast Pass, si trova nell'angolo nord-orientale del parco. Il parco è attraversato dal  fiume Mueller.
Il parco nazionale Mount Aspiring, insieme ai parchi nazionali di Aoraki/Mount Cook, Westland Tai Poutini e Fiordland), è stato inserito nel 1990 nell'elenco dei patrimoni dell'umanità dell'UNESCO. I quattro parchi sono raggruppati sotto il nome collettivo di Te Wahipounamu